# Babenhausen (Hessen)
Babenhausen er en tysk by i den østlige del af Darmstadt-Dieburg i den tyske delstat Hessen.
Man opdeler Babenhausen i 6 bydele:
- Kernstadt
- Harpertshausen
- Harreshausen
- Hergershausen
- Langstadt
- Sickenhofen

## Partnerbyer
Babenhausen har den franske by Bouxwiller som partnerby.

## Kommunalvalg 2010
| Parti                      | Procent |
| -------------------------- | ------- |
| SPD                        | 36,9    |
| CDU                        | 29,5    |
| Bündnis 90/Die Grünen      | 15,3    |
| Freie Wähler Babenhausen   | 12,0    |
| FDP                        | 4,2     |
| Die Bürger für Babenhausen | 2,0     |